# ОШ „Никола Тесла” Кљајићево
ОШ „Никола Тесла” једна је од основних школа у сомборском насељу Кљајићево у улици Иве Лоле Рибара 51. 

## Историјат
У време када су се на простору Кљајићева населили Немци постојала је намера отварања школе. Међутим, да би зграда у којој је тада био смештен администратор постала погодна за организовање наставе било је потребно оградити њено двориште, подићи шталу, ископати бунар, опремити учионице и обезбедити средства за плаћање учитеља. Почеци школства у Кљајићеву везани су за подизање прве цркве и оснивање парохије 1767. године, у оквиру које је била организована и настава за децу. Први учитељ у месту је био Аугустин Самоцки који је почео да држи наставу на немачком језику 1775. Године 1857. је уз цркву подигнута нова школа са две учионице и два учитељска стана. Два учитеља су тада подучавала близу седамсто ђака. Због тако великог броја ученика накнадно су се отворила још два радна места за учитеље. Године 1872. се школа одваја од цркве али задржава строги католички карактер. Године 1910. настава почиње да се одвија и на мађарском језику. Нагли пораст становништва крајем 19. и почетком 20. века доводи, поново, у први план проблем недостатка простора за организовање наставе па тадашње сеоске вође одлучују да изграде нову зграду школе. Грађење почиње 1910, а завршава се 1911. године. Тадашња нова зграда се данас назива стара зграда школе. У време када је изграђена била је једна од најквалитетнијих грађевина у Кљајићеву са седам великих учионица које су се грејале каљавим пећима, а пружале су могућност организовања целокупне наставе у тадашњем основном образовању. У новоизграђеној згради настава је почела да се одржава 1912. године и са прекидима се одржава до данас. Након Другог светског рата, тачније 1946. школа је имала 960 ученика са осамнаест одељења и девет учитеља. Захваљујући залагању просветних радника, у том периоду је описмењено 460 лица, деце и одраслих. Године 1947. је школу похађало 1368 ученика, што је и највећи број ученика од зачетка школе. Следеће године осмогодишње образовање постаје обавезно за сву децу. Одлуком о спајању основне школе, која је обухватала прва четири разреда, и ниже гимназије формирана је такозвана „осмољетка” која је 2. августа 1950. добила назив Основна школа „Никола Тесла” по српском научнику који и сам води порекло из крајева одакле су досељени тадашњи становници Кљајићева. Године 1960. је по одлуци месне и општинске власти саграђена нова школска зграда, са осам нових учионица и фискултурном салом, у којој се данас одржава разредна настава. Бројали су деветсто ученика, а од тог периода постоји тенденција сталног опадања броја ученика. Године 1977. је у школи било 587 ученика.

## Школа данас
Према подацима из 2024. у ОШ „Никола Тесла” ради једанаест учитеља, од тога је девет професора разредне наставе, један наставник разредне наставе и један магистар. У предметној настави ради седамнаест наставника, од тога два наставника магистра и четрнаест наставника са високо стручном спремом. 
Ученици у школи учествују у разним такмичењима на општинском и државном нивоу, углавном у областима науке и спорта. У августу 2022. године, у оквиру пројекта „Дигитална учионица” Министарства просвете Републике Србије, школа је добила нову компјутерску опрему.